# كاربوش سوكولي
كاربوش سوكولي هو فريق كرة سلة مقدوني تأسس في سنة 1996 يقع مقره في سكوبيه، جمهورية مقدونيا. ينافس في الدوري الأدرياتيكي والدوري المقدوني لكرة السلة.

## الإنجازات
- كأس مقدونيا لكرة السلة: (1)
  - الفوز: 2017
  - الوصافة: 2016
- كأس السوبر المقدونية لكرة السلة
  - الوصافة: 2016

## أبرز اللاعبين
من أبرز اللاعبين الذين لعبوا معه:
- كريس وارن
- داريوس رايس
- داركو سوكولوف
- لامونت ماك
- ريان ريتشاردز
- ستراهينيا ميلوسيفيتش